# アン・ヘッシュ
アン・ヘッシュ（英語: Anne Heche, [heɪtʃ] HAYTSHあるいは[heɪʃ] HAYSH, 1969年5月25日 - 2022年8月11日）は、アメリカ合衆国の女優。英語では苗字をヘイチあるいはヘイシュと発音する。オハイオ州オーロラ出身。主にアメリカ映画を中心に活動していた。

## プロフィール
5人兄弟の末っ子。子供時代は何度も引っ越し、アーミッシュのコミュニティに住んだこともある。ヘッシュは後に、父ドナルドがどうやって収入を得ていたのか分からないと語っている。経済的な困難が理由で12歳の時にニュージャージーに落ち着き、働き始める。しかし家賃が払えずに家を追い出され、知人宅に居候することになった。1983年、父親がエイズで死亡した。父親は亡くなるまで認めなかったが、ゲイであったという。また、父親から性的虐待を受けていたとも語っている。その後、長男である兄が交通事故で死亡し、母や妹達を食べさせるために女優の道へと進んだ。
高校時代からモデルをしながら舞台に立ち、1987年からTVシリーズ『アナザーワールド』に出演してエミー賞を受賞する。1991年には映画デビューするも上手くいかなかったが、ダスティン・ホフマンと共演した『ウワサの真相/ワグ・ザ・ドッグ』で注目された。その後は『ボルケーノ』でヒロインの博士役に抜擢され、『6デイズ/7ナイツ』ではハリソン・フォードの相手役という大役を掴んだ。

### プライベート
バイセクシュアルであることを公言し、周囲の反対と無理解を乗り越えて1997年に堂々と女優エレン・デジェネレスとの交際を宣言した。その勇気ある行動には多くの共感の声が寄せられたが2000年に破局。2001年にカメラマンで男性のコリー・ラフーンと結婚した。男児をもうけるも、2007年に離婚が申請され、2009年に成立した。2007年から俳優ジェームズ・タッパーと生活を共にし、2009年に男児を出産した。
2022年8月5日、ロサンゼルスで乗用車を運転中に住宅に突っ込む事故を起こし、病院に搬送された。広報担当者は8日、意識不明の重体だと明らかにした。米メディアが伝えた。同月11日、脳死判定が下される。53歳没。
生前から臓器提供を望んでいた為、生命維持装置は継続されていたが、レシピエントが見つかった事により延命措置を14日午後に停止した。

## 主な出演作品

### 映画
| 公開年 | 邦題 原題                                                               | 役名                           | 備考                      |
| ------ | ----------------------------------------------------------------------- | ------------------------------ | ------------------------- |
| 1992   | 開拓 オー!パイオニア O Pioneers!                                        | マリー                         | テレビ映画                |
| 1993   | ハックフィンの大冒険 The Adventures Of Huck Finn                        | メアリー・ジェーン・ウィルクス | 日本劇場未公開            |
| 1994   | ハリウッド・トラブル I'll Do Anything                                   | クレア                         |                           |
| 1994   | ウォール・オブ・アッティカ/史上最大の刑務所暴動 Against The Wall        | シャロン                       | テレビ映画                |
| 1994   | ガールズ・プリズン Girl In Prison                                       | ジェニファー                   | テレビ映画                |
| 1994   | パパとマチルダ A Simple Twist of Fate                                   |                                | クレジットなし            |
| 1994   | ミルク・マネー Milk Money                                               | ベティ                         |                           |
| 1995   | キング・フィッシュ 大統領への挑戦 KingFish A Story Of Huey P. Long      | アイリーン                     | テレビ映画                |
| 1995   | ワイルド・サイド Wild Side                                              | アレックス・リー / ジョハンナ  |                           |
| 1996   | 陪審員 The Juror                                                        | ジュリエット                   |                           |
| 1996   | あなたに逢いたい Pie In The Sky                                         | エイミー                       | 日本劇場未公開            |
| 1996   | スリーウイメン この壁が話せたら If These Walls Could Talk               | クリスティン                   | テレビ映画                |
| 1997   | フェイク Donnie Brasco                                                  | マギー                         |                           |
| 1997   | ボルケーノ Volcano                                                      | エミー・バーンズ博士           |                           |
| 1997   | ラストサマー I Know What You Did Last Summer                            | メリッサ                       |                           |
| 1997   | ウワサの真相/ワグ・ザ・ドッグ Wag The Dog                               | ウィニフレッド                 |                           |
| 1998   | 6デイズ/7ナイツ Six Days Seven Nights                                   | ロビン・モンロー               |                           |
| 1998   | リターン・トゥ・パラダイス Return To Paradise                           | ベス・マクブライド             | 日本劇場未公開            |
| 1998   | サイコ Psycho                                                           | マリオン・クレイン             |                           |
| 1999   | 奇蹟の詩 サード・ミラクル The Third Miracle                             | ロクサーヌ                     |                           |
| 2000   | 恋と疑惑の果てに One Kill                                               | メアリー・ジェーン・オマリー   | テレビ映画                |
| 2001   | 私は「うつ依存症」の女 Prozac Nation                                    | スターリング博士               |                           |
| 2002   | ジョンQ -最後の決断- John Q                                             | レベッカ・ペイン               |                           |
| 2004   | 記憶の棘 Birth                                                          | クララ                         |                           |
| 2004   | デッドマン・コーリング The Dead Will Tell                               | エミリー・パーカー             | テレビ映画                |
| 2008   | PANDEMIC 感染惑星 Toxic Skies                                           | テス・マーティン               |                           |
| 2009   | 愛とセックスとセレブリティ Spread                                       | サマンサ                       |                           |
| 2010   | アザー・ガイズ 俺たち踊るハイパー刑事! The Other Guys                   | パメラ・ボードマン             | クレジットなし            |
| 2011   | バッドトリップ! 消えたNO.1セールスマンと史上最悪の代理出張 Cedar Rapids | ジョーン                       | 日本劇場未公開            |
| 2011   | ランパート 汚れた刑事 Rampart                                           | キャサリン                     | 日本劇場未公開            |
| 2012   | アイ・アム・ニューマン 新しい人生の見つけ方 Arthur Newman               | Mina Crawley                   | 日本劇場未公開            |
| 2013   | 少女生贄 Nothing Left to Fear                                           | ウェンディ                     | 日本劇場未公開            |
| 2016   | キャットファイト Catfight                                               | アシュリー                     |                           |
| 2017   | シールド・フォース/監獄要塞 Armed Response                              | ライリー                       |                           |
| 2017   | あなたの旅立ち、綴ります The Last Word                                  | エリザベス                     |                           |
| 2019   | ベスト・オブ・エネミーズ 〜価値ある闘い〜 The Best of Enemies           | メアリー・エリス               |                           |
| 2020   | The Vanished                                                            | Wendy Michaelson               |                           |
| 2021   | 13 Minutes                                                              | Tammy                          |                           |
| 2023   | ツイスター スーパー・ストーム Supercell                                 | クイン                         | 死後に公開 日本劇場未公開 |

### テレビシリーズ
| 放映年    | 邦題 原題                                               | 役名                             | 備考                     |
| --------- | ------------------------------------------------------- | -------------------------------- | ------------------------ |
| 2001      | アリー my Love Ally McBeal                              | メラニー・ウェスト               | 計7話出演                |
| 2004-2005 | エバーウッド 遥かなるコロラド Everwood                  | アマンダ・ヘイズ                 | 計10話出演               |
| 2005      | NIP/TUCK マイアミ整形外科医 Nip/Tuck                    | ニコール・モレッティ             | 計3話出演                |
| 2006-2008 | Men in Trees                                            | マリン・フリスト                 | 計36話出演               |
| 2009-2011 | Hung/ハング Hung                                        | ジェシカ・ハクソン               | 計30話出演               |
| 2012      | L.A.ブラックアウト Blackout                             | デブラ・ウェステン               | 計3話出演                |
| 2013      | セーブ・ミー Save Me                                    | ベス・ハーパー                   | 計13話出演               |
| 2013-2014 | マイケル・J・フォックス・ショウ The Michael J. Fox Show | スーザン・ロドリゲス＝ジョーンズ | 計5話出演                |
| 2015      | DIG/聖都の謎 Dig                                        | リン・モナハン                   | ミニシリーズ、計10話出演 |
| 2016      | Aftermath                                               | カレン・コープランド             | 計13話出演               |
| 2017-2018 | ザ・ブレイブ:エリート特殊部隊 The Brave                 | パトリシア・キャンベル           | 計13話出演               |
| 2018-2019 | シカゴ P.D. Chicago P.D.                                | キャサリン・ブレナン             | 計11話出演               |
| 2022      | The Idol                                                |                                  | 死後に公開               |

## 製作他
| 公開年 放映年 | 邦題 原題                                          | 担当       | 備考       |
| ------------- | -------------------------------------------------- | ---------- | ---------- |
| 2000          | ウーマン ラブ ウーマン If These Walls Could Talk 2 | 監督・脚本 | テレビ映画 |
| 2001          | ハリウッド・クライシス On the Edge                 | 監督・脚本 | テレビ映画 |
| 2004          | デッドマン・コーリング The Dead Will Tell          | 出演・製作 | テレビ映画 |